# Carpella districta
Carpella districta är en fjärilsart som beskrevs av Walker 1865. Carpella districta ingår i släktet Carpella och familjen mätare. Inga underarter finns listade i Catalogue of Life.